# Den osmannisk-wahhabittiske krig
Den osmannisk-wahhabitiske krig, også kendt som den osmannisk-saudiske krig, var en krig udkæmpet fra 1811 til 1818 mellem osmannisk Egypten, under Ali Pasha, og hæren under den første Saudi-stat, emiratet Darayeh. Resultatet af krigen var den første Saudi-stats fald.
Koblingen mellem Saudi-dynastiet og wahhabisme havde været central for Saudi-dynastiets vej til magten. Wahhabittisk indflydelse spredte sig, og wahhabitterne invaderede Taif i 1802, Mekka i 1803, Medina i 1804. Inden 1806 kontrollerede de også Yanbu og Jidda. Emiratet opnåede kontrol over store dele af Golfkysten, blandt andet Qatar og Bahrain.
Med stigende indflydelse fra wahhabitterne blev osmannisk styre i Hijaz, Irak og Syrien truet. Grundet bekymringer for spredning opfordrede osmannerne Egypten til at gribe ind, og Muhammed Ali begyndte at samle styrker allerede i 1809. Ali samlede lejesoldater fra Det osmanniske rige og rekrutter med løfte om at befri de hellige byer i Arabien fra wahhabitterne. Hæren kom til at bestå af blandt andet albanere, tyrkere, egyptere og til og med europæiske lejesoldater som havde kæmpet under Napoleon, og Ali sendte og med artillerienheder forladt af franskmændene i 1799. Som etnisk albaner var Muhammed en dygtig leder af den multietniske styrke. Lokket af Hijaz' rigdom og hæder og ære i den muslimske verden, som han ville bruge til at sikre Egyptens selvstændighed fra osmannerne, sendte Ali sin hærstyrke til Den arabiske halvø i 1811.
Efter otte år med felttoget blev wahhabitterne besejrede, og det tidligere emirat besat. Lederen af wahhabi-staten, emir ‘Abd Allah, blev sendt til den osmanniske hovedstad Istanbul til henrettelse.
I 1841 overlod de egyptiske styrker kontrollen over Najd til lokale herskere, og trak sig tilbage til Hijaz.